# Włodzimierz Doroszkiewicz (biolog)
Włodzimierz Doroszkiewicz (ur. 21 lipca 1941 w Radomsku) – polski biolog, specjalizujący się w genetyce drobnoustrojów i mikrobiologii ogólnej; nauczyciel akademicki związany z Uniwersytetem Wrocławskim.

## Życiorys
Urodził się w 1941 roku w Radomsku, gdzie spędził dzieciństwo oraz młodość. Po ukończeniu szkoły średniej w 1961 roku podjął studia biologiczne na Uniwersytecie Wrocławskim, które ukończył w 1966 roku magisterium. Bezpośrednio po ich ukończeniu został zatrudniony w Katedrze Mikrobiologii na Wydziale Nauk Przyrodniczych swojej macierzystej uczelni. W 1978 roku uzyskał stopień naukowy doktora nauk biologicznych na podstawie pracy pt. Struktura genetyczna czynnika R404. W 1998 roku otrzymał stopień naukowy doktora habilitowanego nauk farmaceutycznych w zakresie farmacji o specjalności mikrobiologia na podstawie rozprawy nt. Mechanizm zmienności antygenowej pałeczek Shigella flexneri 1b. W 2000 roku został mianowany na stanowisko profesora nadzwyczajnego w Instytucie Mikrobiologii UWr, który powstał z przekształcenia dotychczasowej Katedry Mikrobiologii. W 2004 roku prezydent Polski Aleksander Kwaśniewski nadał mu tytuł profesora nauk biologicznych. W tym samym czasie został profesorem zwyczajnym w Instytucie Genetyki i Mikrobiologii UWr. Na swojej macierzystej uczelni pełnił w latach 1996-1999 obowiązki kierownika Zakładu Mikrobiologii, a następnie przejął zwierzchnictwo nad nim.
Za swoją działalność naukowo-dydaktyczną i organizacyjną był wielokrotnie nagradzany. Otrzymał m.in. nagrody rektora Uniwersytetu Wrocławskiego, Ministra Szkolnictwa Wyższego i Techniki, Prezesa Urzędu Postępu Technicznego i Wdrożeń oraz Złoty Krzyż Zasługi w 1990 roku. Jest członkiem Polskiego Towarzystwa Genetycznego oraz Polskiej Akademii Nauk.
Jego zainteresowania naukowe koncentrują się wokół problematyki związanej z genetyką mikroorganizmów, mikrobiologią środowiska oraz mechanizmami odporności bakterii. Jego dotychczasowy dorobek naukowy obejmuje 48 oryginalnych prac, 2 prace przeglądowe, 38 komunikatów zjazdowych. Prace te zostały opublikowane w czasopismach krajowych oraz zagranicznych.